# Oedemera qinlingensis
Oedemera qinlingensis es una especie de coleóptero de la familia Oedemeridae.

## Distribución geográfica
Habita en Shaanxi (China).